# Kiana Madeira
Kiana Madeira (Toronto, 4 november 1992) is een Canadees actrice.
In de televisieserie Really Me speelde ze in 2011 de hoofdrol van Julia Wilson.
Voor de Netflix-trilogie Fear Street speelt ze de rol van Deena Johnson.

## Filmografie

### Film
- 2013: The Junction, als Louisa
- 2018: Level 16, als Clara
- 2018: Baby Blue, als Reese
- 2018: Giant Little Ones, als Jess
- 2019: She Never Died, als Suzzie
- 2021: Fear Street Part One: 1994, als Deena Johnson
- 2021: Fear Street Part Two: 1978, als Deena Johnson
- 2021: Fear Street Part Three: 1666, als Sarah Fier / Deena Johnson
- 2021: After We Fell, als Nora

### Televisie
- 2007: Little Mosque on the Prairie, als tiener
- 2010: Harriet the Spy: Blog Wars, als Rachel
- 2011: Salem Falls, als Isobel
- 2011-2013: Really Me, als Julia Wilson
- 2012: My Babysitter's a Vampire, als Hannah / Evil Hannah
- 2014: One Christmas Eve, als Maritza
- 2015: Bad Hair Day, als Sierra
- 2016: Bruno & Boots: Go Jump in the Pool, als Diane
- 2016: The Other Kingdom, als Mindy
- 2016: Conviction, als Cindy Rosario
- 2016: The Swap, als Sassy Gaines
- 2016: The Night Before Halloween, als Lindsay
- 2017: Bruno & Boots: This Can't Be Happening at Macdonald Hall, als Diane
- 2017: Bruno & Boots: The Wizzle War, als Diane
- 2017: Dark Matter, als Lyra
- 2017: Barbelle, als Brooklyn
- 2017: Wynonna Earp, als Poppy
- 2017: Neverknock, als Amy
- 2018: Taken, als Amy
- 2018: Yo Fam!, als Shay
- 2018: Sacred Lies, als Angel Trujillo
- 2018: The Flash, als Spencer Young
- 2019: Coroner, als Amanda Reyes
- 2019-2020: Trinkets, als Moe Truax